# Domenico Ferrari
Pour les articles homonymes, voir Ferrari.
Domenico Ferrari (né en 1722 à Plaisance (Italie), mort en 1780 à Paris) est un violoniste et compositeur italien du XVIIIe siècle.

## Biographie
Domenico Ferrari est l'un des meilleurs élèves de Giuseppe Tartini. Après avoir terminé ses études il s'installe à Crémone. En 1749 il fait une première apparition à la cour impériale à Vienne où il est salué comme un grand violoniste. Il prend un poste à la cour Wurtemberg à Stuttgart où il partage des représentations de solo avec Pietro Nardini. En 1754 Ferrari joue avec grand succès au concert spirituel à Paris où il s'installe définitivement.
Les compositions de Ferrari sont exclusivement constituées de musique instrumentale. L'utilisation de la basse chiffrée est caractéristique de ses sonates pour violon, ce qui leur donne un caractère baroque. Ses harmonies et la forme en trois mouvements de ses sonates correspondent cependant plus au style classique. Dans certaines œuvres il a remplacé le jeu habituel de basse baroque par une ligne de basse à mouvement lent. L'utilisation des sons harmoniques est historiquement intéressante car c'est dans les sonates de Ferrari que se trouvent les premiers exemples de cette technique.
Un frère aîné, Carlo Ferrari (1714-1790), est violoncelliste dans la Capella Ducale à Parme et publia à Paris un recueil de sonates pour violoncelle.

## Œuvres
- 6 sonates en trio, (Londres, 1757)
- op.1-6 36 sonates pour violon et basse (Paris, 1758–1762)
- op.2 6 sonates en duo pour deux violons n° 1 et 2 de Nardini (Londres, vers 1765)
- op.2 6 sonates pour violon, clavecin ou basse, attribution incertaine (Amsterdam, c. 1766–74)
- Concerto pour violon et cordes
- fragment de sonate pour flûte et basse
- 6 nouvelles romances (Paris)

## Sources
- New Grove 1st Edition

## Source de la traduction
- (de) Cet article est partiellement ou en totalité issu de l’article de Wikipédia en allemand intitulé « Domenico Ferrari » (voir la liste des auteurs).